# Omsen og Momsen
Omsen og Momsen er en dansk børneserie produceret af Danmarks Radio og oprindeligt sendt på DR1 i perioden fra den 24. oktober til den 28. november 1987 . Serien består af seks episoder og har skuespillerne Jess Ingerslev og Tom McEwan i hovedrollerne som de to brødre Jes og Tom. Serien foregår udelukkende på drengenes værelse, hvor de ligger i deres køjesenge efter sengetid og forestiller sig, hvad de voksne mon foretager sig, mens de sidder og ser TV-Avisen inde i stuen.
Hver episode tager udgangspunkt i et tema fra de voksnes verden – f.eks. nyheder, fester, gyserfilm, madlavning eller sundhed – og gennem leg og fantasifulde rollespil forsøger storebror Jess at forklare begreber og situationer for den yngre og mere nysgerrige Tom. De to brødre optræder i en række absurde og humoristiske scener, hvor de selv påtager sig voksenroller og gør brug af hjemmelavede rekvisitter og fjollede forklaringer. Serien formår på kreativ og musikalsk vis at formidle børns forestillinger om voksenlivet, og er præget af skæv humor, legesyge og en lun tone.
Manuskript og musik er skrevet af Søren Kragh-Jacobsen, mens instruktionen blev varetaget af Hans Kragh-Jacobsen. Serien blev produceret af DR's børne- og ungdomsafdeling og er en åndelig opfølger til programmet Nu er det ikke sjovt længere fra 1982, som også havde Jess Ingerslev og Tom McEwan i hovedrollerne.
Omsen og Momsen blev hurtigt populær og har siden opnået kultstatus blandt danske seere, særligt dem, der var børn i 1980’erne og 90’erne. Serien er kendt for sin charmerende tilgang til børns logik og for de musikalske indslag, som spiller en central rolle i fortællingen. Serien blev i 2007 og igen i 2015 udgivet på DVD og har desuden været tilgængelig på streamingtjenesten DRTV . Den nyder fortsat anerkendelse som et originalt og nostalgisk indslag i dansk børne-tv-historie. 
Episodeoversigt
1. TV-Avisen og momsen
Jes og Tom ligger i deres køjesenge og undrer sig over, hvad de voksne egentlig laver, når de sidder og glor på TV-Avisen. Jess forsøger at forklare Tom, hvad “TV” og “nyheder” er, men det ender i et kaos af forvirrede ord som “momsen” og “omsen”, og deres fantasifulde genskabelse af en tv-udsendelse bliver en sær blanding af leg, satire og barnlig logik.
2. Den voksne fest
Forældrene holder selskab, og Tom forstår ikke, hvorfor børn ikke må være med. Jess forklarer, hvordan voksne fester: med små snakke, kedelig musik og alt for mange hilsner. Drengene genskaber deres egen version af en voksenfest – med alt, hvad det indebærer af skåltaler, “uhyggelige svingdøre” og forvoksede gæster.
3. Gyserfilm og frygt
Da far sætter en gyserfilm på, bliver Tom både nysgerrig og nervøs. Jess prøver at forklare, hvad der gør noget uhyggeligt, og hvordan det virker i film. De ender med at lave deres egen gyser – inklusive Dracula, ulvehyl og spøgelser lavet af sengetæpper.
4. Magt og styrke
Tom vil gerne vide, hvem der egentlig bestemmer derhjemme – og hvorfor voksne nogle gange virker vrede uden grund. Jess kommer med eksempler på magt, autoritet og demonstration – både i dyreverdenen og i hjemmet. Snart er værelset forvandlet til en slags mini-parlament, komplet med myrer, elefanter og politiske løfter.
5. Mad og fjernsynskokke
Mens forældrene laver “rigtig mad”, må Tom og Jess nøjes med risengrød – igen. Det bliver anledning til, at Jess forklarer, hvordan madlavning fungerer i fjernsynet, og de to brødre opfinder deres egen kogeskole med opskrifter, reklamer og overdreven pyntning. 
6. Sundhed og motion

Familien går pludselig op i sundhed, vitaminer og motion – og Jess prøver at give Tom en idé om, hvad det hele går ud på. De leger motionscenter, laver hoppeøvelser og opfinder en ny sundhedskur. Undervejs opstår spørgsmål som: Hvorfor skal man være sund, hvis man bare bliver træt af det?
| Fjernsyn | Spire Denne artikel om et tv-program er en spire som bør udbygges. Du er velkommen til at hjælpe Wikipedia ved at udvide den. |